# جاكوب قواي
جاكوب قواي هو مغني كندي، ولد في 8 أبريل 1999 في مونتريال في كندا.

## وصلات خارجية
- الموقع الرسمي